# Ceraeochrysa lineaticornis
Ceraeochrysa lineaticornis är en insektsart som först beskrevs av Fitch 1855.  Ceraeochrysa lineaticornis ingår i släktet Ceraeochrysa och familjen guldögonsländor. Inga underarter finns listade i Catalogue of Life.